# フィリピンの国立公園

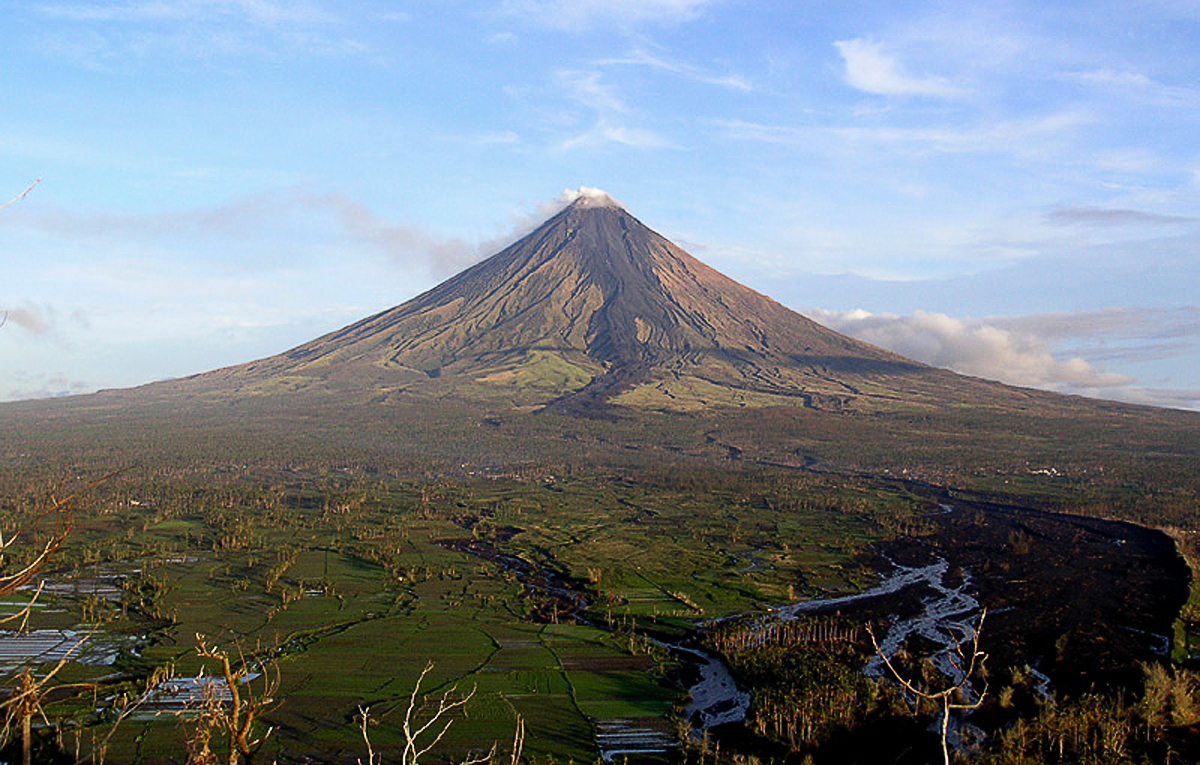
マヨン山国立公園

フィリピンの国立公園（フィリピンのこくりつこうえん、フィリピン語：Pambansang Liwasan ng Pilipinas）では、フィリピンの国立公園を扱う。

## 概要
フィリピンの国立公園は、国家統合保護地域システム法（1992）に基づいて環境天然資源省によって保護と持続可能な利用のために指定された自然または歴史的価値のある場所である。
2012年、フィリピンには240の保護地域（Protected areas of the Philippines）があり、そのうち35が国立公園に分類されていた。2018年6月22日までに、国内の指定国立公園の数は94に増加した。

## 一覧
フィリピンの国家公園のいくつかを、以下に示す（あいうえお順）。
- アウロラ記念国立公園 (Aurora Memorial National Park)
- カラモアン国立公園 (Caramoan National Park)
- ケソンメモリアルサークル国立公園 (Quezon Memorial Circle)
- バターン半島国立公園 (Bataan National Park)
- プエルト・プリンセサ地底河川国立公園
- プログ山国立公園 (Mount Pulag National Park)
- マヨン火山国立公園 (Mayon Volcano Natural Park)